# Judæa
|  | Denne artikel omhandler området i Israel/Vestbredden. For artiklen om det gamle kongerige i området, se Iudaea |
Judæa (hebraisk: הודה "prise", standard hebraisk: Yəhuda, tiber hebraisk: Yəhûḏāh) (græsk: Ιουδαία) er en betegnelse brugt for bjergene i den sydlige del af det, som var oldtidens Israel (hebraisk: ארץ ישראל Eretz Yisrael), et område som i dag er delt mellem Israel og Vestbredden, og i nogle sammenhænge, Jordan.
31°41′56″N 35°18′23″Ø / 31.69889°N 35.30639°Ø